# Franziska von Reitzenstein
Franziska von Reizenstein (født 19. september 1834 på slottet Härdenstein i Schwaben, død 4. juni 1896 i München) var en tysk romanforfatterinde, under pseudonymet Franz von Nemmersdorf.
Hun har ud fra en alsidig viden skrevet en række historiske romaner, af hvilke kan nævnes: Unter den Ruinen; aus Roms Gegenwart (4 bind, 1861), Doge und Papst (2 bind, 1865) og Ein Ehestandsdrama in Venedig (4 bind, 1876).

## Værker
- Unter den Ruinen. Leipzig 1862.
- Moderne Gesellschaft. Brockhaus, Leipzig 1863. (Digitalisat 1. Theil), (2. Theil), (3. Theil), (Theil 4)
- La Stella. Roman aus Venedigs Gegenwart. Fleischmann, München 1863, vorher veröffentlicht in der Neuen Münchener Zeitung. (Digitalisat)
- Doge und Papst. Breslau 1865. (Digitalisat Band 1), (Band 2)
- Gozzi’s Rache. Bayerische Zeitung 1865.
- Allein in der Welt. Janke, Berlin 1868.
- Späte Sühne. In Grosse's und Franz Grandauer's Revue Propyläen. 1869.
- Unter den Waffen. Janke, Berlin 1869, Nachdruck 1872. (Digitalisat Band 1), (Band 2), (Band 3)
- Ritter unserer Zeit. Richter & Kappler, Nürnberg und Leipzig 1873. (Digitalisat Band 1), (Band 2), (Band 3)
- Im Coupé. 2 Bde. München 1873.
  - Bd. 1: Ein dämonisches Weib.
  - Bd. 2: Die Verworfene und die Reine.
- Ein Gentleman. Costenoble, Jena 1874. (Digitalisat Band 1), (Band 2), (Band 3), (Band 4)
- Ein Ehestandsdrama. Roman in vier Bänden. Costenoble, Jena 1876.
- Die Masken des Glückes. Berlin 1876.
- Gebt Raum! Baensch, Dresden 1880.
- Das Rätsel des Lebens. Roman in zwei Bänden. Leipzig 1894.
- Der Kampf der Geschlechter – Eine Studie aus dem Leben und für das Leben. Spohr, Leipzig 1891.
- Aus gärender Zeit – Studie aus dem Leben. Foerster, Stuttgart 1895.